# Mr. Vain
"Mr. Vain" é o título de uma canção do grupo de eurodance alemão Culture Beat. Foi lançada em abril de 1993 como o primeiro single do álbum Serenity. A canção alcançou a primeira posição em tabelas musicais em diversos países: Austrália, Áustria, Alemanha, Irlanda, Itália, Holanda, Noruega, Suíça e Reino Unido e passou dez semanas na primeira posição do Canadian RPM Dance chart.

## Informações
Escrita por Steven Lewis, Nosie Katzmann e Jay Supreme e produzida por Torsten Fenslau e Peter Zweierf, Mr. Vain foi o single mais vendido de 1993 em toda a Europa. Típica do estilo eurodance da época, atingiu a primeira posição primeiramente na Alemanha antes de se tornar um hit no verão europeu daquele ano.
Alcançou a 17ª posição no Billboard Hot 100, ganhando disco de ouro nos Estados Unidos. Tania Evans era a vocalista feminina em Mr. Vain.
Entrou pela primeira vez nas paradas do Reino Unido no final de julho de 1993 na 24ª colocação até atingir a primeira posição, onde permaneceu por 4 semanas. Passou 15 semanas na tabela musical, tornando o 9º single mais vendido aquele ano no Reino Unido.
Foi o primeiro single não disponível no formato 7" no Reino Unido desde os anos 1950, anunciando assim o fim destes para o mercado consumidor.

## Covers e samples
- Um dos escritores originais da canção, Nosie Katzmann, gravou uma nova versão da canção.
- Uma versão lounge foi gravada pelo Axel Boys Quartet.
- Ray Hamilton gravou uma versão instrumental da faixa.
- Premiere & Co. gravou um cover com a participação de Marquise, em 1993.
- O rapper australiano Nathan Jolly lançou uma versão cover em 1998 em seu segundo álbum de estúdio, Who Dat?
- O Pet Shop Boys apresentou um cover da canção em uma performance ao vivo no Rio de Janeiro, como parte do "Discovery" Tour de 1994. O cover foi realizado no meio de "One in a million".
- Culture Beat lançou uma nova versão dessa canção em 2003 que foi renomeada "Mr. Vain Recall".
- Em 2011 Katerina Graham postou um cover da faixa em sua página no YouTube.
- Uma versão cover nomeada Vain Killer no álbum de 2011 Clockwork Udder, da banda alemã de Grindcore Milking the Goatmachine.

## Faixas
| CD maxi-single (Alemanha, 1993) |                                 |         |  |
| N.º                             | Título                          | Duração |  |
| 1.                              | "Mr. Vain" (Vain Mix)           | 6:35    |  |
| 2.                              | "Mr. Vain" (Decent Mix)         | 7:06    |  |
| 3.                              | "Mr. Vain" (Special Radio Edit) | 4:17    |  |
| Duração total:                  | Duração total:                  | 17:58   |  |

| CD maxi-single - Remix (Alemanha, 1993) |                                                       |         |  |
| N.º                                     | Título                                                | Duração |  |
| 1.                                      | "Mr. Vain" (Mr. House)                                | 6:18    |  |
| 2.                                      | "Mr. Vain" (Mr. Rave)                                 | 6:42    |  |
| 3.                                      | "Mr. Vain" (Mr. Trance)                               | 6:20    |  |
| 4.                                      | "Mr. Vain" (Mr. Hardcore) (Remixada por Doug Laurent) | 6:37    |  |
| Duração total:                          | Duração total:                                        | 25:57   |  |

| CD maxi-single (EUA, 1993) |                                                       |         |  |
| N.º                        | Título                                                | Duração |  |
| 1.                         | "Mr. Vain" (Radio Edit)                               | 4:17    |  |
| 2.                         | "Mr. Vain" (Intense Radio Edit)                       | 3:52    |  |
| 3.                         | "Mr. Vain" (Vain Mix)                                 | 6:35    |  |
| 4.                         | "Mr. Vain" (Mr. Intense)                              | 5:28    |  |
| 5.                         | "Mr. Vain" (Mr. Hardcore) (Remixada por Doug Laurent) | 6:38    |  |
| Duração total:             | Duração total:                                        | 26:50   |  |

| Vinil 12" (EUA, 1993) |                           |         |  |
| N.º                   | Título                    | Duração |  |
| 1.                    | "Mr. Vain" (Vain Mix)     | 6:35    |  |
| 2.                    | "Mr. Vain" (Mr. Club)     | 6:39    |  |
| 3.                    | "Mr. Vain" (Mr. Intense)  | 5:28    |  |
| 4.                    | "Mr. Vain" (Mr. Liebrand) | 5:40    |  |
| 5.                    | "Mr. Vain" (Mr. Hardcore) | 6:38    |  |

| CD single - Promo (EUA, 1993) |                             |         |  |
| N.º                           | Título                      | Duração |  |
| 1.                            | "Mr. Vain" (Lone Star Edit) | 3:30    |  |
| Duração total:                | Duração total:              | 3:30    |  |

## Desempenho em tabelas musicais e vendas

### Desempenho em tabelas
| Tabela(1993)                                 | Posição |
| -------------------------------------------- | ------- |
| Alemanha(Media Control Charts)               | 1       |
| Austrália (ARIA)                             | 1       |
| Áustria (Ö3 Austria Top 40)                  | 1       |
| Bélgica(VRT Top 30 Flanders)                 | 1       |
| Canadá (RPM)                                 | 40      |
| Canadá Dance (RPM)                           | 1       |
| Estados Unidos Billboard Hot 100             | 17      |
| Estados Unidos Billboard Hot Dance Club Play | 2       |
| Estados Unidos Billboard Rhythmic Top 40     | 20      |
| Estados Unidos Billboard Top 40 Mainstream   | 11      |
| Finlândia (Suomen virallinen lista)          | 1       |
| França (SNEP)                                | 3       |
| Irlanda (IRMA)                               | 1       |
| Itália (FIMI)                                | 1       |
| Países Baixos (Dutch Top 40)                 | 1       |
| Nova Zelândia (RIANZ)                        | 10      |
| Noruega (VG-lista)                           | 1       |
| Reino Unido (The Official Charts Company)    | 1       |
| Suécia (Sverigetopplistan)                   | 2       |
| Suíça (Schweizer Hitparade)                  | 1       |
| Suíça (Schweizer Hitparade)1                 | 10      |

### Tabelas de fim de ano
| Tabela (1993)                             | Posição |
| ----------------------------------------- | ------- |
| Austrália(ARIA)                           | 16      |
| Áustria (Ö3 Austria Top 40)               | 10      |
| Canadá Dance (RPM)                        | 1       |
| Países Baixos (Dutch Top 40)              | 6       |
| Suíça (Schweizer Hitparade)               | 11      |
| Reino Unido (The Official Charts Company) | 10      |
| Tabela (1994)                             | Posição |
| Estados Unidos Billboard Hot 100          | 76      |

### Certificações
| País           | Certificação | Data                   | Vendas certificadas |
| -------------- | ------------ | ---------------------- | ------------------- |
| Alemanha       | Platina      | 1993                   | 500,000 +           |
| Áustria        | Ouro         | 2 de agosto de 1993    | 15,000 +            |
| Estados Unidos | Ouro         | 18 de janeiro de 1994  | 500,000 +           |
| França         | Prata        | 1993                   | 125,000 +           |
| Noruega        | Platina      | 1993                   | 10,000 +            |
| Reino Unido    | Ouro         | 1 de setembro de 1993  | 400,000 +           |
| Suécia         | Ouro         | 10 de novembro de 1993 | 10,000 +            |

### Sucessões
| Precedido por "Informer" por Snow                                            | Singles número um na Alemanha 18 de junho de 1993 - 13 de agosto de 1993 (9 semanas)             | Sucedido por "What's Up?" por 4 Non Blondes                              |
| Precedido por "What Is Love"por Haddaway                                     | Singles número um na Áustria 11 de julho de 1993 (1 semana)                                      | Sucedido por "(I Can't Help) Falling In Love With You" por UB40          |
| Precedido por "What Is Love" por Haddaway                                    | Singles número um na Suiça 18 de julho de 1993 - 8 de agosto de 1993 (4 semanas)                 | Sucedido por "What's Up?" por 4 Non Blondes                              |
| Precedido por "(I Can't Help) Falling in Love with You" por UB40             | Singles número um na Noruega 30/1993 - 31/1993 (2 semanas)                                       | Sucedido por "What's Up?" por 4 Non Blondes                              |
| Precedido por "(I Can't Help) Falling in Love with You" por UB40             | Singles número um na Holanda 24 de julho de 1993 - 31 de julho de 1993 (2 semanas)               | Sucedido por "What's Up?" por 4 Non Blondes                              |
| Precedido por "Living on My Own" por Freddie Mercury                         | Singles número um no Reino Unido 22 de agosto de 1993 - 18 de setembro de 1993 (4 semanas)       | Sucedido por "Boom! Shake the Room" por DJ Jazzy Jeff & the Fresh Prince |
| Precedido por "What's Up?"" por 4 Non Blondes                                | Singles número um no Eurochart Hot 100 28 de agosto de 1993 - 25 de setembro de 1993 (5 semanas) | Sucedido por "Life" por Haddaway                                         |
| Precedido por Tribal Dance por 2 Unlimited                                   | Singles número um no Canadian RPM 28 de agosto de 1993 - 30 de outubro de 1993 (10 semanas)      | Sucedido por "All That She Wants" por Ace of Base                        |
| Precedido por "I'd Do Anything for Love (But I Won't Do That)" por Meat Loaf | Singles número um na Austrália 30 de outubro de 1993 (1 semana)                                  | Sucedido por "All That She Wants" por Ace of Base                        |